# Krieschow
Krieschow (Sorbisch: Kśišow) is een plaats in de Duitse gemeente Kolkwitz, deelstaat Brandenburg, en telt 550 inwoners (2006-12-31).